# Venusfigurinen von Gönnersdorf

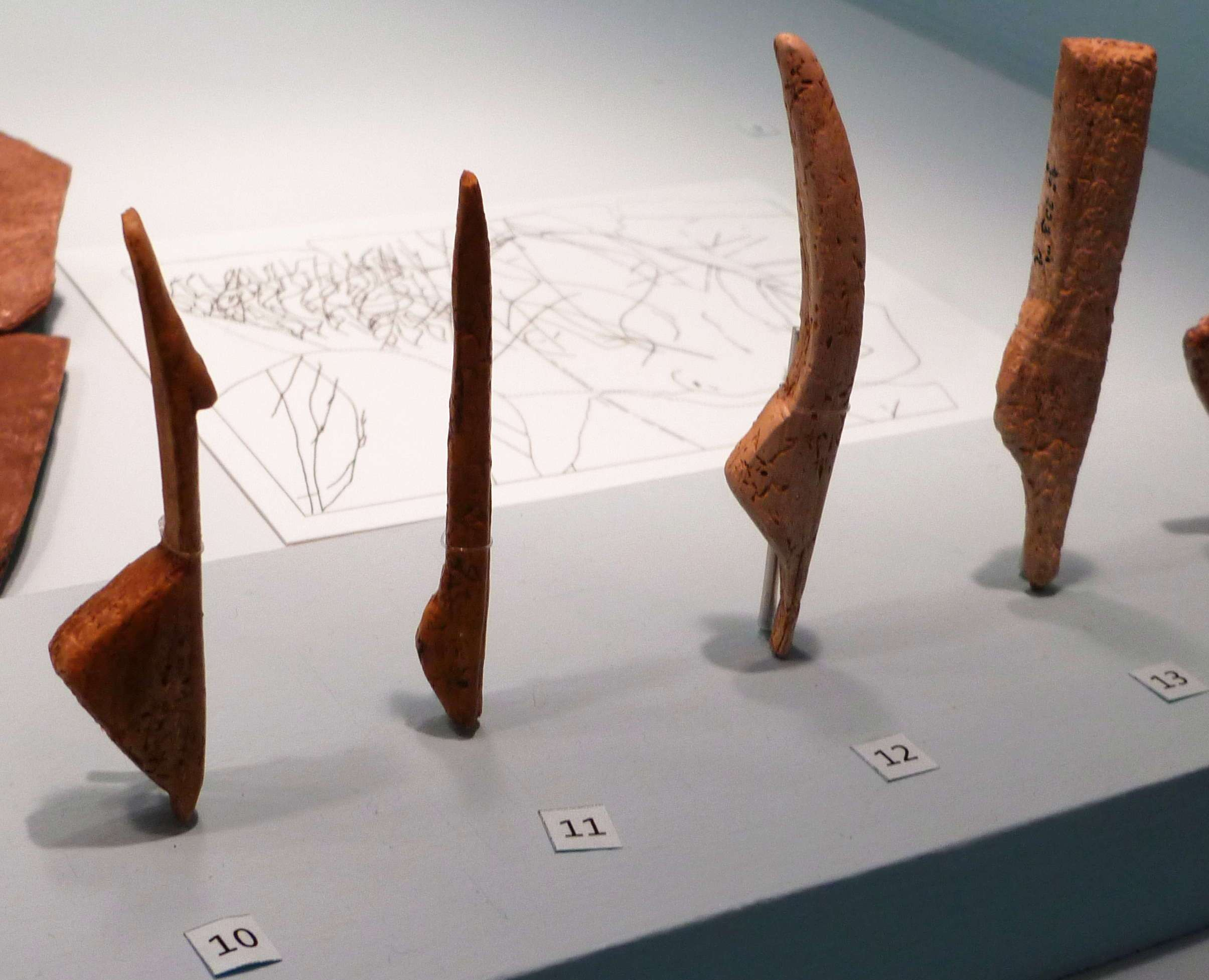
Venusfigurinen von Gönnersdorf, Kopien aus dem Landesmuseum Bonn:
Nr. 10: Figurine aus Knochen,
Nr. 11: Figurine aus Geweih,
Nr. 12: Figurine aus Elfenbein,
Nr. 13: unvollständige Figurine aus Geweih

Bei den Venusfigurinen von Gönnersdorf handelt es sich um elf Darstellungen des weiblichen Körpers aus der jüngeren Altsteinzeit (Jungpaläolithikum), die am archäologischen Fundplatz Gönnersdorf in Neuwied entdeckt wurden. Die Statuetten bestehen aus Knochen, Geweih und Elfenbein und sind Beispiele für die Gruppe der Venusfigurinen, wie sie für die jungpaläolithische Kleinkunst typisch waren. Das Alter der Figurinen von Gönnersdorf wird mit 15.000 bis 11.500 Jahren angegeben; sie stammen damit aus dem Magdalénien. Die Figurinen sind zwischen 5,4 cm und 8,7 cm lang. Der Fundplatz wurde unter der Leitung von Gerhard Bosinski zwischen 1968 und 1976 ausgegraben und seitdem erforscht.

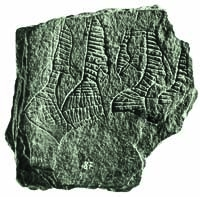
Darstellung von vier Frauen (mit Kind auf dem Rücken einer Figur), Gravierung auf einer Schieferplatte

Am gleichen Ort wurden neben den Statuetten auch die gravierten Schieferplatten von Gönnersdorf gefunden. Diese zeigen Darstellungen von Frauen und Tieren sowie abstrakte Zeichen. Die mehr als 200 Frauendarstellungen sind stark schematisiert. Meist handelt es sich um Frauendarstellungen im Profil, ausnahmslos ohne Kopf. Oft sind sie in Gruppen dargestellt, die als szenische Darstellungen interpretiert werden.